# Myiophobus roraimae
El mosquero del Roraima (Myiophobus roraimae), también conocido como atrapamoscas de Roraima, mosqueta del Roraima o mosqueta roraimeña, es una especie de ave paseriforme de la familia Tyrannidae. Es nativo de América del Sur.

## Distribución y hábitat

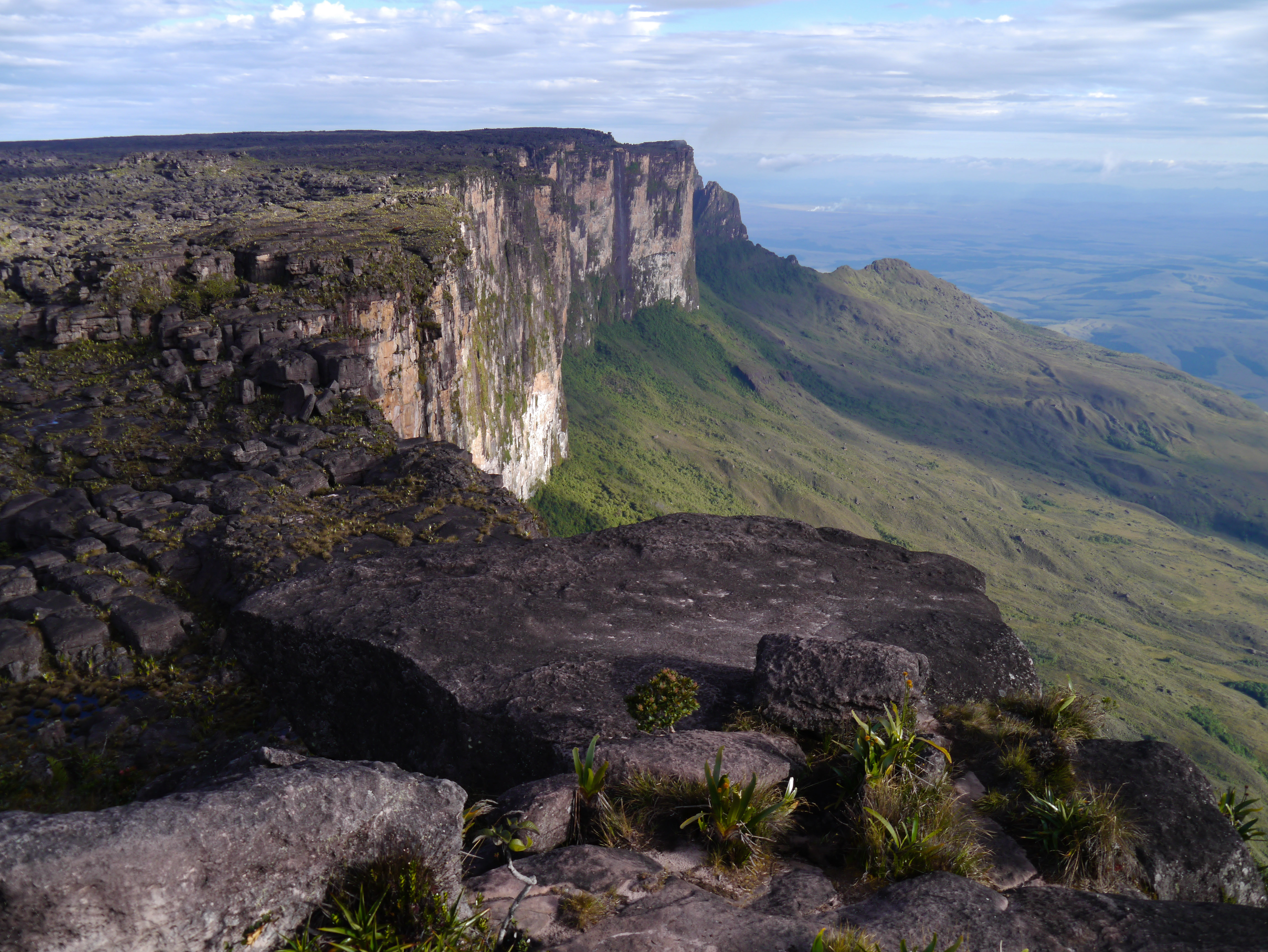
Laderas del Monte Roraima, ejemplo de hábitat de la especie.

Esta especie presenta una curiosa distribución, se encuentra en la región de los tepuyes del sur y este de Venezuela, oeste de Guyana y extremo norte de Brasil, y en la pendiente oriental de la cordillera de los Andes en parches muy aislados de suelo arenoso en el este de Colombia, este de Ecuador, este de Perú y noroeste de Bolivia.
Esta especie es considerada rara y local en sus hábitats naturales: el estrato medio y bajo de selvas húmedas en las laderas de los tepuyes, y en suelos arenosos o pobres de estribaciones andinas. En altitudes entre 1300 y 1800 m en los tepuyes; en el Cerro de la Neblina entre 900 a 2000 m en Venezuela pero baja hasta 500 m del lado brasileño; y entre 1100 y 1700 m en las regiones andinas.

## Sistemática

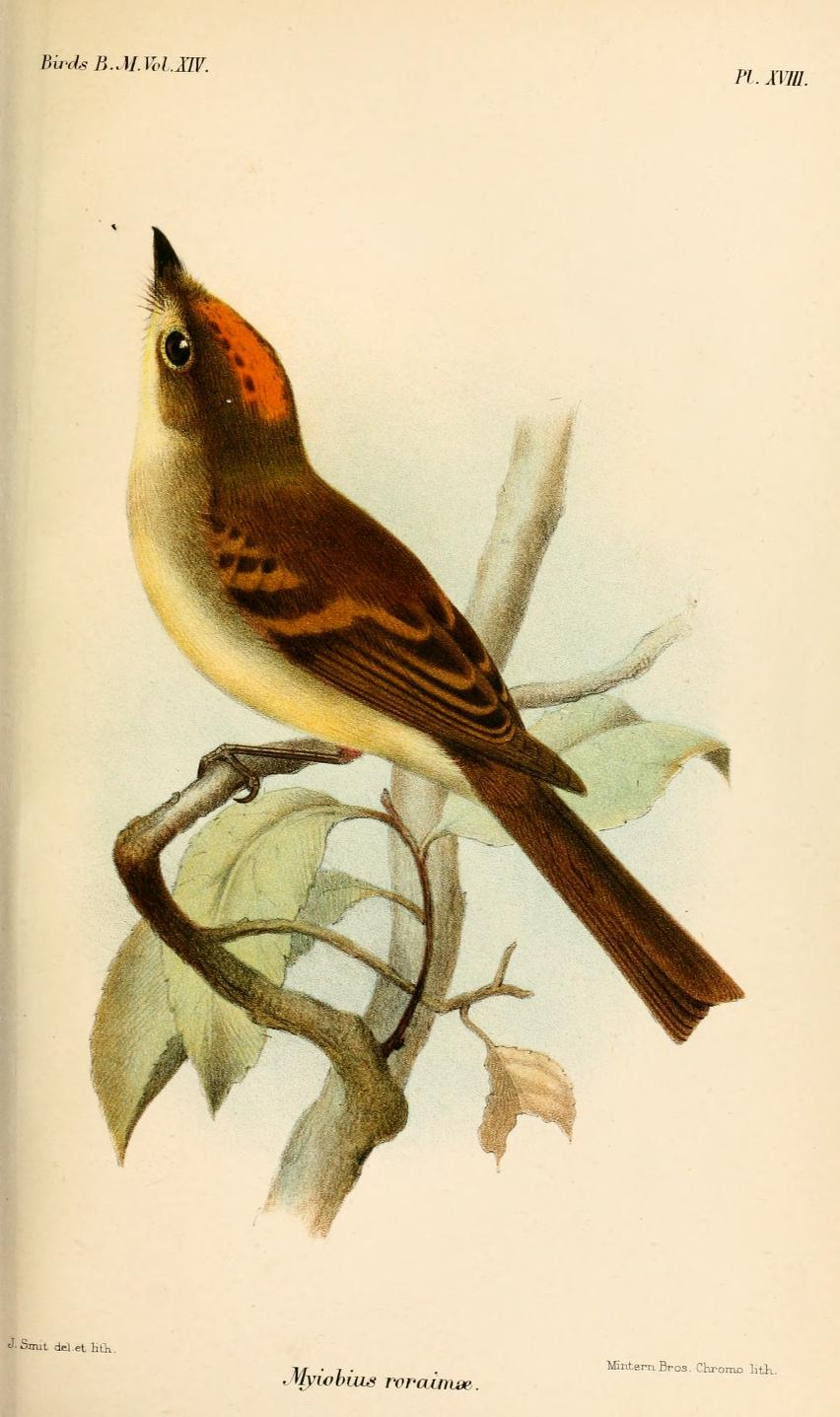
Myiobius roraimae = Myiophobus roraimae, ilustración por Joseph Smit en Catalogue of the Birds in the British Museum, 1888.

### Descripción original
La especie M. roraimae fue descrita por primera vez por los zoólogos británicos Osbert Salvin y Frederick DuCane Godman en 1883 bajo el nombre científico Myiobius roraimae; su localidad tipo es: «Monte Roraima, Guyana».

### Etimología
El nombre genérico masculino «Myiophobus» se compone de las palabras del griego «μυια muia, μυιας muias» que significa ‘mosca’, y «φοβος phobos» que significa ‘terror’, ‘miedo’, ‘pánico’; y el nombre de la especie «roraimae», se refiere a la localidad de su descubrimiento, el Monte Roraima.

### Taxonomía
Ohlson et al. (2008) presentaron datos genético-moleculares demostrando que el género Myiophobus era altamente polifilético, formado por tres grupos que no son ni cercanamente parientes entre sí; la presente especie, junto a Myiophobus phoenicomitra, M. inornatus y M. flavicans forman uno de dichos clados. Ohlson et al. (2020) propusieron un nuevo género Scotomyias para reflejar adecuadamente la filogenia del género, pero esto no ha sido adoptado por la mayoría de las clasificaciones, excepto por el Comité Brasileño de Registros Ornitológicos (CBRO).

### Subespecies
Según las clasificaciones del Congreso Ornitológico Internacional (IOC) y Clements Checklist/eBird se reconocen tres subespecies, con su correspondiente distribución geográfica:
- Myiophobus roraimae roraimae (Salvin & Godman), 1883 – sur y sureste de Venezuela y oeste de Guyana.
- Myiophobus roraimae sadiecoatsae (Dickerman & Phelps, Jr), 1987 – Cerro de Neblina en el sur de Venezuela (estado Amazonas) y noroeste de Brasil (estado de Amazonas).
- Myiophobus roraimae rufipennis Carriker, 1932 – muy localmente en el este de Colombia (Mitú), Ecuador (cordillera de Cucutú, cordillera del Cóndor), este de Perú y noroeste de Bolivia (Cerro Asunta Pata).